# Филип Касалица
Филип Касалица (Титово Ужице, 17. децембар 1988) бивши је црногорски фудбалер. Играо је на позицији нападача.

## Каријера
Касалица је из млађих категорија ужичке Слободе прешао у ОФК Београд 2004. године. Забележио је четири првенствена наступа за ОФК Београд и ишао је на неколико позајмица након чега је каријеру наставио у Хајдуку из Куле. Након три сезоне у суперлигашу из Куле вратио се у ужичку Слободу. За Слободу је постигао седам првенствених голова током првог дела такмичарске 2011/12. у Суперлиги Србије, да би током зимског прелазног рока прешао у Црвену звезду са којом је потписао трогодишњи уговор.
Филип Касалица је играч који је постигао најбржи гол као дебитант у дресу Црвене звезде јер је на утакмици са Смедеревом одиграној 14. марта 2012. затресао мрежу противника после једног минута и тринаест секунди проведених на терену.
У Црвеној звезди је провео две и по године и учествовао је у освајању шампионске титуле 2014. и националног Купа 2012. године.
У иностранству је наступао за корејски Улсан Хјундаи, хрватску Истру, казахстански Ордабаси и грчки Платанијас. Касније се вратио у Србију и играо за крушевачки Напредак, Рад, нишки Раднички, Графичар и поново ОФК Београд. Играчку каријеру је завршио 2024. године у ОФК Београду након што је претходно са клубом изборио повратак у Суперлигу Србије.

## Трофеји

### Црвена звезда
- Суперлига Србије (1) : 2013/14.
- Куп Србије (1) : 2011/12.